# Jean-Pierre Pommier
Jean-Pierre Pommier (Reims, 28 juni 1951) is een Frans componist, muziekpedagoog, dirigent, organist en klarinettist.

## Levensloop
Pommier kreeg in jonge jaren van zijn vader, een amateur muzikant, lessen voor klarinet. Hij studeerde klarinet, kamermuziek, muziektheorie en orgel aan het Conservatoire National de Région de Musique de Danse et d'Art Dramatique te Versailles, aan de École Nationale de Musique d’Issy-les-Moulineaux en aan de La Schola Cantorum te Parijs. 
Sinds 1994 is hij directeur van het Conservatoire Musique et Danse de la Communauté d'agglomération de La Rochelle en dirigent van het Ensemble Instrumental "C d'Accord" La Rochelle. Hij is ook dirigent van het Orchestre d'Harmonie Régional de Poitou-Charentes.
In 1985 nom hij voor het eerst aan een compositiewedstrijd deel, de Concours National de Composition de Chassieu, waar zijn talent als componist bekend werd. Sindsdien hebben andere resultaten dit eerste succes bevestigd. Hij was in 1988 laureaat bij het Concours National de Composition du Dauphine, in 1990 bij de internationale compositiewedstrijd tijdens de Coups de vents te Le Havre en in 2007 bij de Internationale Compositiewedstrijd te Corciano met zijn werk Sacrifices. Deze onderscheidingen hebben geleid tot opdrachten van solisten, instrumentale ensembles, muziekscholen en instellingen.
Sinds 2005 is hij lid van de Artistieke Nationale Raad van de Confédération Musicale de France (CMF). 

## Composities

### Werken voor orkest
- Cinq images, voor klarinet en orkest

### Werken voor harmonieorkest
- 1986 Sinfonietta, voor harmonieorkest, op. 23
- 1996 Contextes, voor harmonieorkest
- 2004 Aotearoa, triptyque maori voor harmonieorkest
- 2004 Balade Erratique, voor harmonieorkest
- 2005 Les Trois États de la Matière, voor harmonieorkest
- 2007 Sacrifices
- Danses incantatoires
- Deux Tableaux
- Episodes
- Fusions
- Toccata '89

### Kamermuziek
- 2008 Trois miniatures marines, voor viool en piano
- Ange double, voor fagot
- Bagatelle, voor fluitkwartet
- Circonstances atténuantes, voor dwarsfluit, vibrafoon en contrabas
- Curieux personnages, voor klarinet en piano
- Intermezzo, voor altsaxofoon en piano
- Klaç-Baârh, voor basklarinet en piano
- Obsedances
- Triptykaxos, voor sopraan-, alt- en tenorsaxofoon
- Zungentanz, voor twee hobo's en twee fagotten

### Werken voor orgel
- Archegone
- Haom
- Obsédances